# Shōtarō Aikyō
Shōtarō Aikyō (jap. 愛敬彰太郎 Aikyō Shōtarō; ur. 8 listopada 1994) – japoński lekkoatleta specjalizujący się w biegach sprinterskich.
Podczas mistrzostw świata juniorów młodszych indywidualnie odpadł w półfinale w biegu na 400 metrów, a wspólnie z kolegami z reprezentacji sięgnął po srebrny medal w sztafecie szwedzkiej. 
Rekordy życiowe: bieg na 400 metrów – 47,42 (7 lipca 2011, Lille Metropole). 